# Rohan Bopanna
Rohan Bopanna (Kannada: ರೋಹನ್ ಬೋಪಣ್ಣ, Bangalore, 4 de Março de 1980) é um tenista profissional indiano, jogador de duplas.
Em 2010 chegou à final de duplas do US Open com o paquistanês Aisam-ul-Haq Qureshi. Representa a Equipe Indiana de Copa Davis.
Em 2024 Bopanna alcança o N° 1 nas duplas pela primeira vez na carreira e bate o recorde de jogador mais velho em duplas como N° 1 do mundo, ao chegar na final do Autralian Open 2024 com 43 anos, Bopanna não conseguia passar da 3° rodada nesse Slam (2008, 2011, 2012, 2014, 2016 e 2018).

## Grand Slam finais

### Duplas: 3 (1 títulos, 2 vice)
| Posição | Ano  | Campeonato      | Piso | Parceiro             | Oponentes                       | Placar             |
| Vice    | 2010 | US Open         | Duro | Aisam-ul-Haq Qureshi | Bob Bryan Mike Bryan            | 6–7(5–7), 6–7(4–7) |
| Vice    | 2023 | US Open         | Duro | Matthew Ebden        | Rajeev Ram Joe Salisbury        | 6–2, 3–6, 4–6      |
| Campeão | 2024 | Australian Open | Duro | Matthew Ebden        | Simone Bolelli Andrea Vavassori | 7–6(7–0), 7–5      |

## ATP finals

### Duplas: 2 (2 vices)
| Posição | Ano  | Campeonato | Piso     | Parceiro        | Oponentes                     | Placar           |
| ------- | ---- | ---------- | -------- | --------------- | ----------------------------- | ---------------- |
| Vice    | 2012 | Londres    | Duro (i) | Mahesh Bhupathi | Marcel Granollers Marc López  | 5–7, 6–3, [3–10] |
| Vice    | 2015 | Londres    | Duro (i) | Florin Mergea   | Jean-Julien Rojer Horia Tecău | 4–6, 3–6         |

## Masters 1000 finais

### Duplas: 14 (6 títulos, 8 vices)
| Posição | Ano  | Campeonato   | Piso     | Parceiro             | Oponentes                                | Placar                |
| ------- | ---- | ------------ | -------- | -------------------- | ---------------------------------------- | --------------------- |
| Campeão | 2011 | Paris        | Duro (i) | Aisam-ul-Haq Qureshi | Julien Benneteau Nicolas Mahut           | 6–2, 6–4              |
| Vice    | 2012 | Cincinnati   | Duro     | Mahesh Bhupathi      | Robert Lindstedt Horia Tecău             | 5–7, 3–6              |
| Vice    | 2012 | Shanghai     | Duro     | Mahesh Bhupathi      | Leander Paes Radek Štěpánek              | 7–6(9–7), 3–6, [5–10] |
| Campeão | 2012 | Paris        | Duro (i) | Mahesh Bhupathi      | Aisam-ul-Haq Qureshi Jean-Julien Rojer   | 7–6(8–6), 6–3         |
| Vice    | 2013 | Roma         | Saibro   | Mahesh Bhupathi      | Bob Bryan Mike Bryan                     | 2-6, 3–6              |
| Campeão | 2015 | Madrid       | Saibro   | Florin Mergea        | Marcin Matkowski Nenad Zimonjić          | 6–2, 6–7(5–7), [11–9] |
| Loss    | 2016 | Madrid       | Saibro   | Florin Mergea        | Jean-Julien Rojer Horia Tecău            | 4–6, 6–7(5–7)         |
| Campeão | 2017 | Monte Carlo  | Saibro   | Pablo Cuevas         | Feliciano López Marc López               | 6–3, 3–6, [10–4]      |
| Vice    | 2017 | Montreal     | Duro     | Ivan Dodig           | Pierre-Hugues Herbert Nicolas Mahut      | 4-6, 6–3, [6-10]      |
| Campeão | 2023 | Indian Wells | Duro     | Matthew Ebden        | Wesley Koolhof Neal Skupski              | 6–3, 2–6, [10–8]      |
| Vice    | 2023 | Madrid       | Saibro   | Matthew Ebden        | Karen Khachanov · Andrey Rublev          | 3–6, 6–3, [3–10]      |
| Vice    | 2023 | Shanghai     | Duro     | Matthew Ebden        | Marcel Granollers Horacio Zeballos       | 7–5, 2–6, [7–10]      |
| Vice    | 2023 | Paris        | Duro (i) | Matthew Ebden        | Santiago González Édouard Roger-Vasselin | 2–6, 7–5, [7–10]      |
| Campeão | 2024 | Miami        | Duro     | Matthew Ebden        | Ivan Dodig Austin Krajicek               | 6–7(3–7), 6–3, [10–6] |